# Université Ōtani

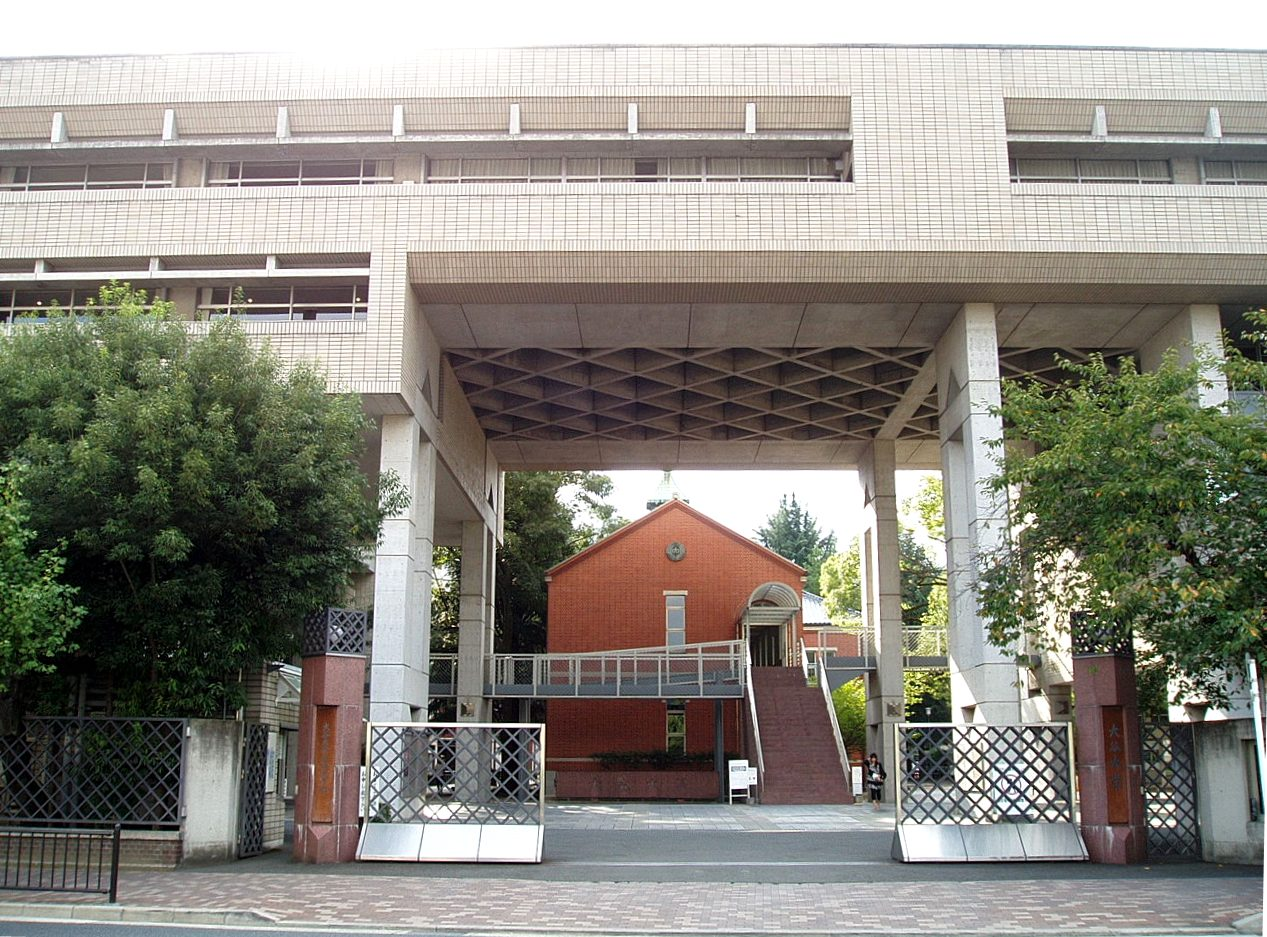
Entrée principale du campus

L'université Ōtani (大谷大学, Ōtani daigaku) est une université japonaise privée bouddhiste, fondée en 1665 et située dans l'arrondissement de Kita-ku à Kyoto.

## Histoire
L'établissement a été fondé en 1665 comme séminaire du temple Hongan-ji par la branche Higashi Honganji  du bouddhisme shin. C'est en 1901 que l'établissement a été réorganisé en université moderne. Lors de l'inauguration de la nouvelle institution, son premier président, Kiyozawa Manshi, déclara : « Notre université est basée sur le bouddhisme, en particulier l'esprit de Shinran. C'est un centre d'apprentissage fondé sur le désir de nourrir les êtres humains qui s'établissent fermement dans la foi - une question de la plus haute importance pour nous - et qui parviennent à une véritable existence autonome. »
L'université accueille aujourd'hui environ 4 000 étudiants répartis en une faculté des Lettres et une autre d'études bouddhiques. En 2002 s'est ouvert le Korukan, un centre de recherche académique du bouddhisme Shin.
Elle a compté dans son corps professoral des enseignants de haute volée, comme D. T. Suzuki, qui joua un rôle essentiel dans la diffusion du zen aux États-Unis et en Europe, ainsi que  Nishida Kitaro et Nishitani Keiji, deux représentants majeurs de ce qu'on appelle l’École de Kyoto.

## Autres diplômés et professeurs connus
- Yoshiro Imaeda
- Kaneko Daiei
- Keido Fukushima
- Soga Ryōjin
- Volker Zotz
- Zenkei Shibayama